# Eismannsberg (Berching)
Eismannsberg ist ein Gemeindeteil der Stadt Berching im Landkreis Neumarkt in der Oberpfalz in Bayern.

## Geschichte
Der Weiler wurde am 1. Juli 1972 wurde Eismannsberg gemeinsam mit den anderen Gemeindeteilen von Pollanten Wolfersthal, Pollanten und Grubach nach Berching eingemeindet.